# Raffaele Esposito (attore 1959)
Raffaele Esposito (Napoli, 10 dicembre 1959) è un attore, commediografo e regista teatrale italiano.
È attivo anche nel cinema e in televisione.

## Biografia
Ha iniziato la sua attività di attore nel 1978 con Eduardo De Filippo nelle ripresa televisiva della commedia Il contratto. Ha lavorato tra gli altri con Isa Danieli, Pupella Maggio, Pietro De Vico, Toni Servillo. Per il teatro ha scritto Novecento napoletano, rappresentato con Marisa Laurito.
Nel 1999 ha condotto Come si ride all'ombra del Vesuvio trasmissione sulla nuova comicità napoletana. Nel 2000 ha recitato in un episodio della serie tv La squadra.
Nel 2015 esce il suo primo film da regista, intitolato Barbara ed io con Martina Colombari.

## Teatro
- Luci di tenebre, testo e regia, con Gaetano Amato (2002-2003)

## Filmografia
- Luisa Sanfelice (2004, miniserie televisiva)
- Il resto di niente (2004)
- 'O professore (2008, miniserie televisiva)
- Il sogno nel casello  (2009)
- Baciati dall'amore  (2011)
- Barbara ed io  (2015) regista